# Hermann Bonitz
Hermann Bonitz (Bad Langensalza, 29 luglio 1814 – Berlino, 25 luglio 1888) è stato un filologo classico e filosofo tedesco.

## Biografia
Studiò a Lipsia sotto la guida di Johann Gottfried Jakob Hermann e poi a Berlino con Philipp August Böckh e Karl Lachmann. Nel 1836 divenne docente presso l'istituto Blochmann di Dresda, mentre coprì il ruolo di maestro (Oberlehrer) al Friedrich-Wilhelm-Gymnasium nel 1838 e al Berlinisches Gymnasium zum Grauen Kloster nel 1840; due anni dopo, divenne professore al ginnasio di Stettino. Nel 1849 divenne professore all'Università di Vienna, membro dell'accademia imperiale nel 1854 e del consiglio dell'educazione nel 1864; dal 1967, fu direttore del Graues-Kloster-Gymnasium. Ritiratosi nel 1888, morì lo stesso anno.

## Studi
Bonitz si dedicò all'istruzione superiore, elaborando il sistema di insegnamento e di esaminazione in uso nelle scuole superiori della Prussia successivi al 1882. Le sue teorie sono raccolte nel testo Zeitschrift für die österreichischen Gymnasien.
Fu anche commentatore degli scritti di Platone (Platonische Studien, 1858-60) e Aristotele (ediz. della Metafisica, 1848-49; Aristotelische Studien, 1862-67; Index Aristotelicus, 1870), motivo per cui è maggiormente conosciuto fuori dal proprio paese. Illustre è anche il suo studio sull'origine della poesia omerica.
Tra le sue principali opere vi sono;
- Disputationes Platonicae Duae (1837); Platonische Studien (3ª edizione, 1886)
- Observationes Criticae in Aristotelis Libros Metaphysicos (1842)
- Observationes Criticae in Aristotelis quae feruntur Magna Moralia et Ethica Eudemia (1844)
- Alexandri Aphrodisiensis Commentarius in Libros Metaphysicos Aristotelis (1847)
- Aristotelis Metaphysica (1848-1849)
- Über die Kategorien des Aristoteles (1853)
- Aristotelische Studien (1862-1867)
- Index Aristotelicus (1870)
- Über den Ursprung der homerischen Gedichte (5ª edizione, 1881)
- Beiträge zur Erklärung des Thukydides (1854), des Sophokles (1856-1857)